# 大乃元初奈
大乃元 初奈（きのもと ういな）は、日本の漫画家。

## 概要
芳文社『まんがタイムジャンボ』にて実施されていた「新人鑑定団」で1999年9月号にて投稿作であった『おねがい朝倉さん』にて勝ち抜き、同年連載開始されそのままデビュー作となった。この作品は、2003年から2009年まで約6年半の期間にわたり表紙及び巻頭カラーページとして採用されていた。2014年現在も芳文社系列の4コマ漫画にていくつかの作品を発表している。ペンネームの読みを「おおのもとはつな」か「だいのもとはつな」と間違えられることが多く、そのために書店や古書店ではコミックスも「お」か「た」行の作者の列に並べられていることが多い。作品の登場人物にも読みにくい漢字の名前の者が何人かいる。関根亮子と親交があるらしい。

## 作品リスト

### 連載終了
- けっこうなお点前で（まんがタイムナチュラル→まんがタイムスペシャル（芳文社）、全1巻）
- 聖葵学園日誌 まなびや（まんがタイムラブリー（芳文社）、全1巻）
- +1サプライズ（まんがタイムファミリー（芳文社）、全5巻）
- 夏生 ナウ プリンティング!（まんがタイムラブリー→まんがタイムオリジナル（芳文社）、全2巻）
- スキップAD! いろはちゃん（まんがタイム（芳文社）、全4巻）
- アカネんちは結婚相談道場!（まんがタイム（芳文社）、全1巻）
- おねがい朝倉さん（まんがタイムジャンボ→まんがタイム（芳文社）、全16巻、オールカラー版全2巻）
  - よろしく神田さん（まんがタイムラブリー（芳文社）他[3]、全1巻） - 『おねがい朝倉さん』のスピンオフ作品
  - よろしく神田ちゃん（まんがタイムファミリー（芳文社） - 『おねがい朝倉さん』のスピンオフ作品、目次横4コマ
  - 社外秘!神田さん（まんがタイムオリジナル（芳文社）、全5巻） - 『おねがい朝倉さん』のスピンオフ作品